# Nationalpark Niedersächsisches Wattenmeer
Nationalpark Niedersächsisches Wattenmeer är en nationalpark som ligger vid den tyska kusten, i det kustområde som kallas Vadehavet vid Nordsjön. Den grundades 1986 och omfattar ostfrisiska öarna, vallarna och saltmarkerna mellan bukten Dollart på gränsen till Nederländerna i väster och Cuxhaven så långt som Yttre Elbekanalen i öster. Nationalparken har en yta på cirka 345 800 hektar. Nationalparkorganisationen ligger i Wilhelmshaven. I juni 2009 blev nationalparken ett världsarv tillsammans med Nationalpark Schleswig-Holsteinisches Wattenmeer och det nederländska Vadehavet, vilket visar den stora biologiska mångfalden i området.

## Ekologi
De livsmiljöer som ska skyddas av nationalparken är vallar, saltmarker, stränder, sanddyner och flodmynningar vid Nordsjön. Särskild uppmärksamhet ägnas åt vilda djur och växter som är typiska för Vadehavet, som parken är en del av.

## Historia
I juli 2006 firades på initiativ av förbundslandet Niedersachsen 20-årsjubileet för Nationalpark Niedersächsisches Wattenmeer på stranden i Neßmersiel. De naturskyddsföreningar i Niedersachsen som leddes av WWF följde upp 20-årsjubileet med en kritisk "nationalparksbalansräkning", som i detalj visar de många användningskonflikterna.
Nationalparken är listad av IUCN i "Kategori II, nationalparker". Det bör dock noteras att World Database on Protected Areas (WDPA) är baserad på rapporter från de enskilda länderna och att det för närvarande inte sker någon oberoende granskning av de tilldelade kategorierna, vilket kan leda till fel i listan. Det är också viktigt att veta att kategorierna från I till VI återspeglar målen för förvaltningen av skyddat område, men inte är en indikator på kvalitet, framgång eller misslyckande. 
År 2008 föreslogs Vadehavet i Niedersachsen och Schleswig-Holstein till Unesco att bli nominerat till Unescos världsarvslista. Presidenten för den tyska Unescokommissionen var från 2003 till 2014 Walter Hirche (FDP), som var ekonomiminister i Niedersachsen 2003–2009. Den 26 juni 2009 erkändes Nationalpark Niedersächsisches Wattenmeer, tillsammans med det nederländska Vadehavet och nationalparken Nationalpark Schleswig-Holsteinisches Wattenmeer som världsarv på Unescos världsarvslista. Nationalpark Hamburgisches Wattenmeer lades till på denna lista den 27 juni 2011.
Den 19 februari 2010 ändrades lagen om Nationalpark Niedersächsisches Wattenmeer igen och anpassades till Gesetz über den Nationalpark  Niedersächsisches Wattenmeer. Som ett resultat av ändringen utvidgades nationalparken med cirka 670 km², främst i området Cuxhaven och i Elbe-Wesers mynning. Den totala ytan växte till nästan 3 500 km².
Den 10 juni 2021 ändrade förbundslandet Niedersachsen lagen återigen och lade till föreskrifter om nationalparkens status som ett biosfärområde och en del av Unescos världsarv.

## Kritik och problem
Vid nationalparkens 25-årsdag 2011 kritiserade Naturschutzbund Deutschland det faktum att delar av området inte var effektivt skyddade trots att de utsågs till nationalpark och världsnaturarv, och krävde tydligare skydd av alla tre nationalparkerna i Vadehavet. Under de senaste 25 åren har 19 av 33 fågelarter, trots formellt skydd, blivit mer sällsynta, inklusive strandskata och gravand. Det finns inget professionellt ranger-system för att ta hand om de skyddade områdena i nationalparken. Också det nordtyska konceptet för nätanslutning av vindkraftparker till havs är  problematiskt, liksom nedskräpningen på stränderna och den planerade fördjupningen av de större floderna Ems, Weser och Elbe.

## Zonindelning
Nationalparken är indelad i tre zoner med olika skyddsstatus.
Zon I: Den zon som är mest skyddad, som står för cirka 68,5% av området. Allmänheten får bara komma in på några få områden, till exempel längs stigar eller som en del av guidade vandringar, oavsett årstid.
Zon II: Mellanzonen utgör 31,0% av området och kan, med undantag för särskilda fågelreservat, besökas när som helst på året på angivna rutter. I fågelreservaten får man endast gå in på markerade spår under fåglarnas huvudsakliga häcknings-, utfodrings- och vilotider från 1 april till 31 juli.
Zon III: Rekreationszonen, som har det minsta området, och som endast utgör 0,5% av den total arealen, och är främst avsedd för rekreation..